# CD Lün Lók
Der Clube Desportivo Lün Lók (chinesisch 聯樂體育會), auch als CD Lün Lók oder Lün Lók bekannt, ist ein 1984 gegründeter macauischer Fußballverein. Aktuell spielt der Verein in der ersten Liga, der Liga de Elite.

## Geschichte
Der Verein wurde 1984 gegründet. Der bisher größte Erfolg war die Vizemeisterschaft im Jahr 2019.

## Stadion
Der Verein trägt seine Heimspiele im 16.272 Personen fassenden Macau Olympic Complex aus.

## Erfolge
- Macauischer Vizemeister: 2019